# Rivière des Trois Pistoles
Pour les articles homonymes, voir Trois-Pistoles (homonymie).
La rivière des Trois Pistoles est un affluent du littoral sud-est du fleuve Saint-Laurent qui se déverse dans la municipalité de Notre-Dame-des-Neiges, dans la municipalité régionale de comté (MRC) des Basques, dans la région administrative du Bas-Saint-Laurent, au Québec, au Canada,.
Le cours d'eau traverse successivement les municipalités de Sainte-Rita, de Saint-Cyprien (MRC de Rivière-du-Loup), Saint-Jean-de-Dieu, Saint-Clément, Saint-Éloi, Sainte-Françoise et Notre-Dame-des-Neiges. Il fait partie des voies navigables historiques.

## Géographie

### Cours

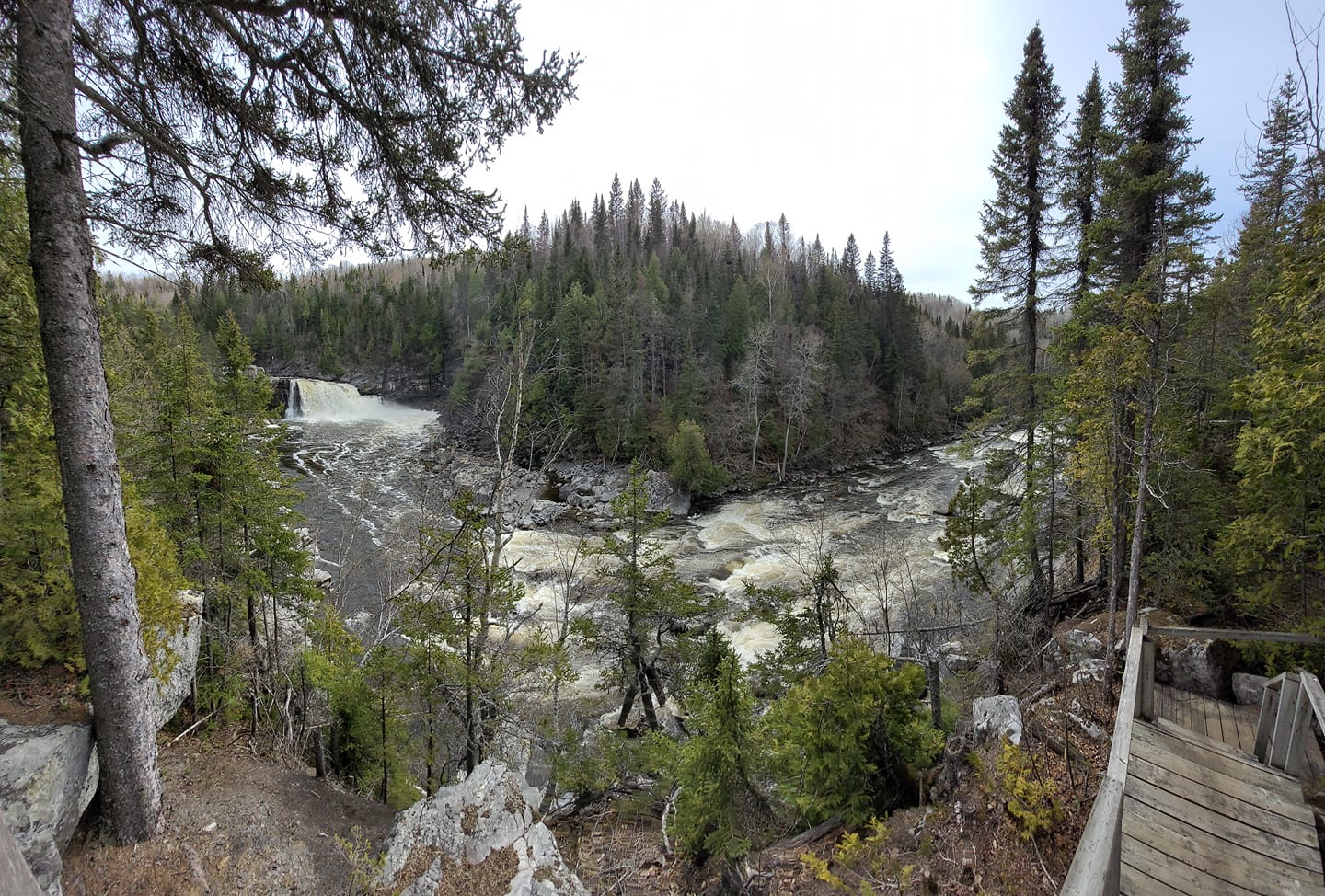
Vue de la rivière des Trois Pistoles depuis le sentier Littoral Basque, en aval du Sault McKenzie (2021)

La rivière des Trois Pistoles prend sa source dans le lac des Trois Pistoles (longueur : 0,9 km ; altitude : 277 m), lequel est situé à 3,2 km au sud-ouest du centre du village de Sainte-Rita, dans les monts Notre-Dame. L'embouchure du lac est situé à 27,8 km au sud-est du littoral sud-est de l'estuaire du Saint-Laurent, à 12,2 km au nord-ouest du lac Témiscouata et à 5,3 km à l'est du centre du village de Saint-Cyprien (Rivière-du-Loup). Le lac Trois Pistoles reçoit du côté nord-est un ruisseau drainant la zone au sud-ouest du village de Sainte-Rita.
La rivière se dirige d'abord vers le sud-ouest en suivant les plis appalachiens. Le cours de la rivière suit ensuite un axe nord-ouest sur une distance d'environ 33 km à travers le massif des Appalaches. À partir du lac des Trois Pistoles, la rivière coule sur :
Cours supérieur de la rivière (segment de 22,8 km)
- 2,1 km vers le sud-ouest en zone forestière et en passant au nord-ouest d'une montagne, jusqu'à la limite entre Sainte-Rita et Saint-Cyprien (Rivière-du-Loup) ;
- 2,1 km dans Saint-Cyprien (Rivière-du-Loup) jusqu'au lac Rond (altitude : 192 m), soit le premier lac de la série Les Sept Lacs ; les six autres lacs de cette série se déversent vers l'est et constituent la tête de la rivière Ashberish laquelle coule vers le sud pour aller se déverser sur la rive nord du lac Témiscouata ;
- 3,8 km vers l'ouest, en traversant le lac, jusqu'au pont routier du chemin Taché-Est, que la rivière coupe à 1,5 km au nord-est de la route 293 laquelle traverse le village de Saint-Cyprien (Rivière-du-Loup) ; à la toute fin de ce segment, la rivière recueille les eaux de son affluent la rivière Toupiké (venant du sud) ;
- 3,1 km vers le nord-ouest, jusqu'à la limite entre Saint-Cyprien (Rivière-du-Loup) et Saint-Clément ;
- 1,0 km vers l'ouest, en délimitant ces deux dernières municipalités, jusqu'à la limite de la municipalité de Saint-Jean-de-Dieu ;
- 2,3 km vers le nord-ouest, en serpentant et en délimitant les municipalités de Saint-Jean-de-Dieu et Saint-Clément ;
- 1,2 km vers le nord-ouest, dans Saint-Clément, jusqu'au pont Beaulieu (chemin de la Grande Ligne ou route 293) ;
- 1,0 km vers l'ouest, en traversant sous le pont Grande Ligne, jusqu'à la confluence de la rivière Sénescoupé (venant du sud) ;
- 0,4 km vers le nord-ouest, en recueillant les eaux du ruisseau Ferré (venant du sud-ouest), du cours d'eau Rouleau (venant de l'est) et du cours d'eau Bélanger (venant de l'est), jusqu'au pont de la rue Principale Est ;
- 5,8 km vers le nord-ouest, jusqu'à la confluence de la rivière Mariakèche (venant du sud-ouest), soit à la limite de Saint-Éloi.

Cours inférieur de la rivière (segment de 20,4 km)
À partir de la confluence de la rivière Mariakèche, la rivière des Trois Pistoles coule sur :
- 0,5 km vers le nord, en marquant la limite entre Saint-Clément et Saint-Éloi, jusqu'à la limite de Saint-Jean-de-Dieu ;
- 2,9 km vers le nord-est, en marquant la limite entre Saint-Éloi et Saint-Jean-de-Dieu, jusqu'au pont des Trois Roches ;
- 1,2 km vers le nord-ouest, en formant une courbe vers le nord-est, jusqu'à la confluence de la rivière Boisbouscache (venant du nord-est) ; cette confluence est aussi la confluence du ruisseau Doré (venant du sud-ouest) ;
- 1,1 km vers le nord-ouest en passant dans le lieu dit La Grosse Roche, jusqu'à la confluence de la rivière Plainasse (venant du sud-ouest) ;
- 0,8 km vers le nord-ouest, jusqu'à la confluence de la rivière de la Gamelle (venant de l'ouest) ;
- 0,9 km vers le nord-ouest, jusqu'à la confluence de la rivière de la Sauvagesse (venant de l'est) ; cette confluence est située à la limite entre Saint-Jean-de-Dieu et Sainte-Françoise ;
- 2,9 km vers le nord-ouest, en délimitant Saint-Jean-de-Dieu et Saint-Éloi, jusqu'à la limite de Notre-Dame-des-Neiges ;
- 6,1 km vers le nord-ouest, en formant de grands serpentins et en délimitant Saint-Éloi et Notre-Dame-des-Neiges ;
- 3,8 km vers le nord-ouest dans Notre-Dame-des-Neiges, en traversant le Sault McKenzie et Le Calumet, jusqu'au pont de la route 132 ;
- 0,2 km vers le nord-ouest dans Notre-Dame-des-Neiges, en passant dans le hameau Rivière-Trois-Pistoles, jusqu'au pont ferroviaire du Canadien National qui marque la confluence de la rivière.

La rivière des Trois Pistoles se déverse sur la batture de Tobin, sur le littoral sud-est du fleuve Saint-Laurent dans la localité de Rivière-Trois-Pistoles, à quatre kilomètres à l'ouest du centre du village de Trois-Pistoles. Cette confluence est située face au Rocher Basile (situé à 1,0 km au nord-ouest) et face à l'île aux Basques située à 5,0 km au large. À marée basse, le Trou du Basque (largeur d'environ 200 mètres) sépare la batture de Tobin et le banc de l'Île aux Basques.

## Toponymie
La plus ancienne attestation de l'appellation « R. de 3 : Pistolets » date de 1631 pour désigner ce cours d'eau ; elle a été utilisée par le cartographe dieppois Jean Guérard (ou Guerard), soit à l'époque où Samuel de Champlain vivait encore. Lors de son voyage exploratoire de 1632, Samuel de Champlain a identifié ce cours d'eau « rivière des Sauvages » ou « rivière de l'île Verte ». La désignation « rivière des Pistoles » est connue dès le début du XVIIIe siècle. La désignation « Pistole or Spey R. » parait en 1755. 
L'origine du toponyme « rivière des Trois Pistoles » reste énigmatique. Plusieurs historiens ont essayé de découvrir l'origine de ce toponyme inusité. Fondamentalement, le terme « pistole » fait référence à un nom donné en France aux écus d'Espagne ; ces derniers étant plus petits que les écus émis par la France. Avec le temps, le terme « pistole » a été substitué dans l'usage populaire au Canada français par le terme « pistolet ». Mettons en perspectives qu'au XVIe siècle – et possiblement un certain temps au début du XVIIe siècle –, le terme « pistolet » désignait surtout un poignard, et par extension une arme à feu que l'on tient à la main comme un poignard. Encore aujourd'hui, il n'est point possible de conclure entre les thèses associant l'appellation du cours d'eau à la monnaie ou à l'arme.
Le toponyme « rivière des Trois Pistoles » a été officialisé le 5 décembre 1968 à la Commission de toponymie du Québec.

## Histoire
Le village de Rivière-Trois-Pistoles est établi à l'embouchure de la rivière ; un peu plus de 200 personnes y habitent. Au début de la colonisation de ce secteur, une desserte a été établie à l'emplacement de ce village. Puis une paroisse a été érigée le 29 août 1906 sous le patronage de saint Jean-Baptiste. Le vocable de la paroisse évoque le jésuite Jean-Baptiste de La Brosse (1724-1782), ancien missionnaire de la paroisse de Trois-Pistoles de 1770 à 1782. L'appellation de Tobin ou Village-de-Tobin, qui sert aussi à désigner Rivière-Trois-Pistoles, évoque l'œuvre de vie d'Edmund William Tobin (1865-1938), industriel et homme politique né à Brompton, en Estrie. Ce dernier a été propriétaire du domaine seigneurial de 1900 à 1910, et de la "Trois-Pistoles Pulp and Lumber Company" qui a exploité des moulins de la rivière des Trois Pistoles de 1903 à 1917. Au cours de cette période, le nom de ce personnage a été attribué à la rivière en la dénommant Grande rivière Tobin.